# Tragédia de Borba
A tragédia de Borba foi um acidente ocorrido às 15h45 do dia 19 de novembro de 2018, que consistiu no colapso de parte (cerca de 100 metros) da Estrada Municipal 255, que liga Borba a Vila Viçosa. Um aluimento de terras levou à queda de uma retroescavadora e de dois automóveis para uma das pedreiras que ladeiam a estrada, provocando cinco vítimas mortais. A antiga estrada nacional foi desclassificada e municipalizada; não obstante, era a principal via de ligação entre Borba e Vila Viçosa para as populações . As duas pedreiras que ladeavam a estrada no troço destruído foram licenciadas em 1989 sem cumprir as zonas de defesa. A antiga Direção Regional de Economia alertou o então governo e  a Câmara Municipal de Borba para o risco de colapso da via.  Um grupo de investigadores constatou, em fevereiro de 2018, a dilatação de fissuras e o escorrimento de águas nas pedreiras situadas na zona do acidente.

## Resgate das vítimas
Uma das vítimas mortais foi resgatada na tarde do dia 20 de novembro.. A segunda vítima mortal foi resgatada na noite do dia 24 de novembro de 2018.. No dia 30 de novembro de 2018 foi retirada da água uma carrinha com os corpos de duas das vítimas do acidente, tendo sido também localizada uma segunda viatura.  A quinta vítima mortal, que na hora do acidente seguia na segunda viatura, foi recuperada poucas horas depois.  Dado que as cinco vítimas foram recuperadas, a operação de resgate foi dada como concluída no dia 1 de dezembro de 2018. .

## Consequências do acidente
Em resposta a este acidente, o governo português ordenou, no dia 21 de novembro de 2018, à Inspeção-Geral da Agricultura, do Mar, do Ambiente e do Ordenamento do Território (IGAMAOT) que esta entidade realize, no prazo de 45 dias, inspeções ao licenciamento, exploração, fiscalização e suspensão de operação das pedreiras situadas na região de Borba.. A Polícia Judiciária investiga a possibilidade de ter havido detonações de explosivos, nomeadamente pólvora, na pedreira envolvida no acidente.. Outros fatores em investigação, que podem ter contribuído para o acidente são as chuvas fortes no fim de semana anterior à tragédia e a ocorrência de um sismo em Arraiolos na antevéspera. No dia 27 de dezembro de 2018, o governo decidiu atribuir indemnizações às famílias das vítimas.. O presidente da Câmara Municipal de Borba, António Anselmo, assume que ignorou o alertas porque acreditava que, se houvesse perigo, teria sido novamente avisado. O autarca insiste que nunca foi informado dos estudos que alertavam para o perigo de derrocada da estrada.

## Julgamento
O julgamento deverá começar no início de 2024. O processo tem seis arguidos, entre os quais o presidente da Câmara de Borba, António Anselmo, acusado de cinco crimes de homicídio.